# Синиша Златкович
Синиша Миша Златкович (серб. Синиша Миша Златковић, нар. 16 квітня 1934, Смедереве) — югославський футболіст, що грав на позиції півзахисника за клуб «Црвена Звезда».
Дворазовий Чемпіон Югославії. 

## Клубна кар'єра
У футболі дебютував 1947 року виступами за команду «Наша Крила», кольори якої захищав протягом трьох років. 
1950 року перейшов у склад «Црвени Звезди» і відіграв за них п'ять сезонів своєї кар'єри гравця. За цей час двічі виборов титул чемпіона Югославії.

## Виступи за збірну
Був присутній в заявці збірної на чемпіонаті світу 1950 року у Бразилії, але на поле не виходив.

## Титули і досягнення
- Чемпіон Югославії (2):

«Црвена Звезда»: 1950, 1952-1953